# Challenger de Helsinki 2021
El torneo Tali Open 2021 fue un torneo de tenis perteneció al ATP Challenger Tour 2021 en la categoría Challenger 80. Se trató de la 2.ª edición, el torneo tuvo lugar en la ciudad de Helsinki (Finlandia), desde el 15 hasta el 21 de noviembre de 2021 sobre pista dura bajo techo.

## Jugadores participantes del cuadro de individuales
| Favorito | País                    | Jugador          | Rank1 | Posición en el torneo |
| -------- | ----------------------- | ---------------- | ----- | --------------------- |
| 1        | Bandera de Finlandia    | Emil Ruusuvuori  | 79    | Baja                  |
| 2        | Bandera de Finlandia    | Henri Laaksonen  | 99    | Semifinales           |
| 3        | Bandera de Eslovaquia   | Alex Molčan      | 106   | CAMPEÓN               |
| 4        | Bandera de Bielorrusia  | Egor Gerasimov   | 113   | Primera ronda         |
| 5        | Bandera de Alemania     | Oscar Otte       | 125   | Cuartos de final      |
| 6        | Bandera del Reino Unido | Liam Broady      | 127   | Cuartos de final      |
| 7        | Bandera de Eslovaquia   | Jozef Kovalík    | 135   | Primera ronda         |
| 8        | Bandera de Serbia       | Nikola Milojević | 137   | Cuartos de final      |

- 1 Se ha tomado en cuenta el ranking del 8 de noviembre de 2021.

### Otros participantes
Los siguientes jugadores recibieron una invitación (wild card), por lo tanto ingresan directamente al cuadro principal (WC):
- Patrik Niklas-Salminen
- Otto Virtanen
- Jack Draper

Los siguientes jugadores ingresan al cuadro principal tras disputar el cuadro clasificatorio (Q):
- Joris De Loore
- Jonáš Forejtek
- Shintaro Mochizuki
- Aleksandr Shevchenko

## Campeones

### Individual Masculino
- Alex Molčan contra  João Sousa, 6–3, 6–2

### Dobles Masculino
- Alexander Erler /  Lucas Miedler derrotaron en la final a  Harri Heliövaara /  Jean-Julien Rojer, 6–3, 7–6(2)